# Just Dance Summer Party
Just Dance Summer Party é uma espécie de coletânea por um preço mais em conta que dá aos jogadores pouco mais de vinte músicas, disponíveis em jogos anteriores da série, com a adição de duas inéditas.
O jogo é uma espécie de "aquecimento" para o Just Dance 3, que foi lançado em Outubro do mesmo ano, algumas músicas presentes nesse jogo, antes era apenas disponíveis por DLC (Compra através de download pelo Wii).

## Lista de Músicas
| Música                               | Artista                                                 | Ano  | Dificuldade (Técnica/Esforço) | Modo  |
| ------------------------------------ | ------------------------------------------------------- | ---- | ----------------------------- | ----- |
| Chicken Payback*                     | A Band of Bees                                          | 2005 | 1 / 1                         | Solo  |
| Song 2                               | Blur                                                    |      | 2 / 2                         | Solo  |
| Kung fu fighting**                   | Carl Douglas(Dave Ruffy/Mark Wallis remix)              | 1974 | 2 / 2                         | Dueto |
| American Boy                         | Estelle featuring Kanye West                            |      | 2 / 1                         | Dueto |
| Firework**                           | Katy Perry                                              | 2010 | 1 / 2                         | Solo  |
| Pump Up The Volume**                 | M.A.R.R.S                                               | 1987 | 2/ 2                          | Solo  |
| Nine in the Afternoon**              | Panic At The Disco                                      | 2008 | 1 / 1                         | Dueto |
| Pon De Replay**                      | Rihanna                                                 | 2005 | 2 / 2                         | Solo  |
| Born To Be Wild**                    | Steppenwolf                                             |      | 1 / 2                         | Solo  |
| You Can’t Hurry Love                 | The Supremes                                            |      | 2 / 2                         | Dueto |
| Crying Blood**                       | V V Brown                                               |      | 2 / 2                         | Solo  |
| Barbie Girl**                        | Countdown Dee’s Hit Explosion                           |      | 1 / 3                         | Dueto |
| Why oh why                           | Love Letter                                             |      | 1 / 1                         | Dueto |
| Professeur Pumplestickle**           | Nick Phoenix and Thomas Bergersen                       |      | 3 / 1                         | Dueto |
| Maniac**                             | Studio Allstars                                         |      | 2 / 3                         | Solo  |
| Skin-to-Skin**                       | Sweat Invaders                                          |      | 1 / 3                         | Solo  |
| Here Comes The Hotstepper            | The Hit Crew                                            |      | 2 / 2                         | Solo  |
| Mambo No. 5 (A Little Bit Of Monika) | The Lemon Cubes                                         |      | 3 / 2                         | Dueto |
| Moving On Up                         | The Lemon Cubes                                         |      | 1 / 2                         | Solo  |
| Down By The Riverside**              | The Reverend Horatio Duncan & Amos Sweets               |      | 2 / 1                         | Solo  |
| Futebol Crazy**                      | The World Cup Girls                                     |      | 1 / 2                         | Solo  |
| Jai Ho!(You are my destiny)***       | A R Rahman, Pussycat Dolls featuring Nicole Scherzinger |      |                               | Solo  |
| Funkytown’***                        | Sweat Invaders                                          |      |                               | Solo  |

(*) - (**) - Todas essas músicas (exceto Jai-Ho e Funkytown) são músicas para downloads de Just Dance 2, o game, nada mais é que os DLCs de Just Dance 2 em disco.
(***)- Esta musica pertence ao Just Dance 2 Best Buy Exclusive Version